# Karl August Klüpfel
Karl August Klüpfel (* 8. April 1810 in Darmsheim; † 11. April 1894 in Tübingen) war ein deutscher Historiker und Bibliothekar.

## Leben

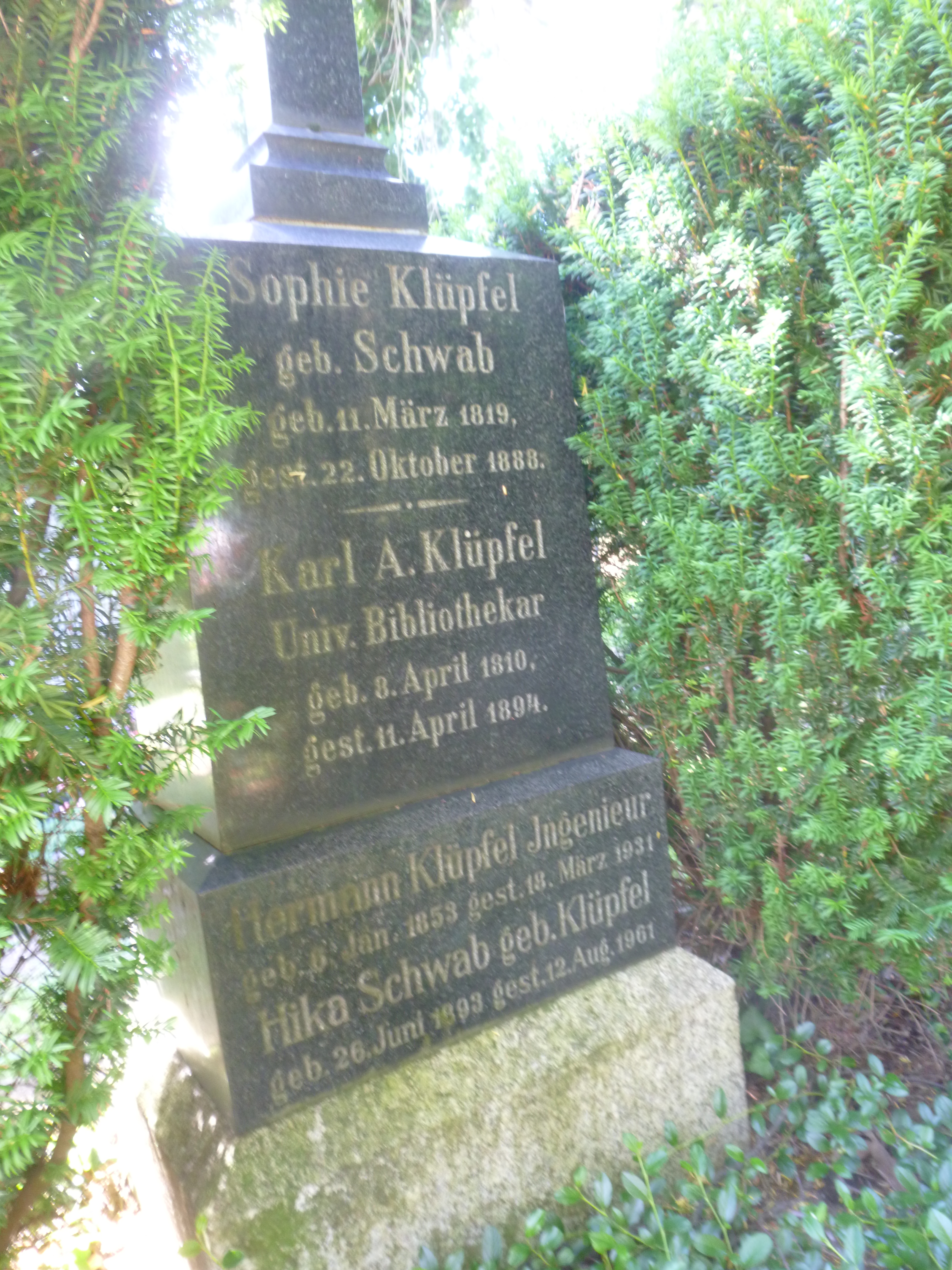
Grabstein Klüpfels auf dem Stadtfriedhof Tübingen

Karl August Klüpfel besuchte die Lateinschule in Schorndorf sowie das Eberhard-Ludwigs-Gymnasium Stuttgart. Anschließend studierte er an der Eberhard-Karls-Universität-Tübingen Theologie und Geschichte, war dann mehrere Jahre Pfarrgehilfe seines Vaters in Großheppach und wurde 1841 zum zweiten und 1863 zum ersten Universitätsbibliothekar in Tübingen ernannt. Vor 1847 wurde er zum Doktor promoviert.
Bekannt wurde er auch als Schwiegersohn, Biograf und posthumer Herausgeber der Werke Gustav Schwabs sowie als Mitarbeiter der Allgemeinen Deutschen Biographie.

## Werke (Auswahl)
- Urkunden zur Geschichte des schwäbischen Bundes (1488–1533) / Teil 1. 1488–1506 Litterarischer Verein 14. Band. 1846
- (zus. mit Max Eifert): Geschichte und Beschreibung der Stadt und Universität Tübingen. Zwei Bände. Fues, Tübingen 1849 (Neudruck: Scientia-Verlag, Aalen 1977).
- Die deutschen Einheitsbestrebungen in ihrem geschichtlichen Zusammenhang. Mayer, Leipzig 1853.
- Urkunden zur Geschichte des schwäbischen Bundes (1488–1533) / Teil 2. 1507–1533 Bibliothek des Litterarischen Vereins in Stuttgart 31. Band 1853
- Gustav Schwab. Sein Leben und Wirken. Brockhaus, Leipzig 1858.
- Kaiser Maximilian I. Brigl, Berlin 1864.
- Geschichte der deutschen Einheitsbestrebungen bis zu ihrer Erfüllung 1848-1871. Zwei Bände. Springer, Berlin 1872/1873.
- Die Universität Tübingen in ihrer Vergangenheit und Gegenwart. Fues, Leipzig 1877.